# مالکوم کارمایکل
مالکوم کارمایکل (انگلیسی: Malcolm Carmichael; ۸ سپتامبر ۱۹۵۵ – ) ورزشکار روئینگ اهل بریتانیا بود.
وی در مسابقات کشوری و بین‌المللی در مجموع برندهٔ ۱ مدال برنز شده‌است.